# Prociphilus lonicerae
Prociphilus lonicerae är en insektsart. Prociphilus lonicerae ingår i släktet Prociphilus och familjen långrörsbladlöss. Inga underarter finns listade i Catalogue of Life.